# Арзамаська провінція

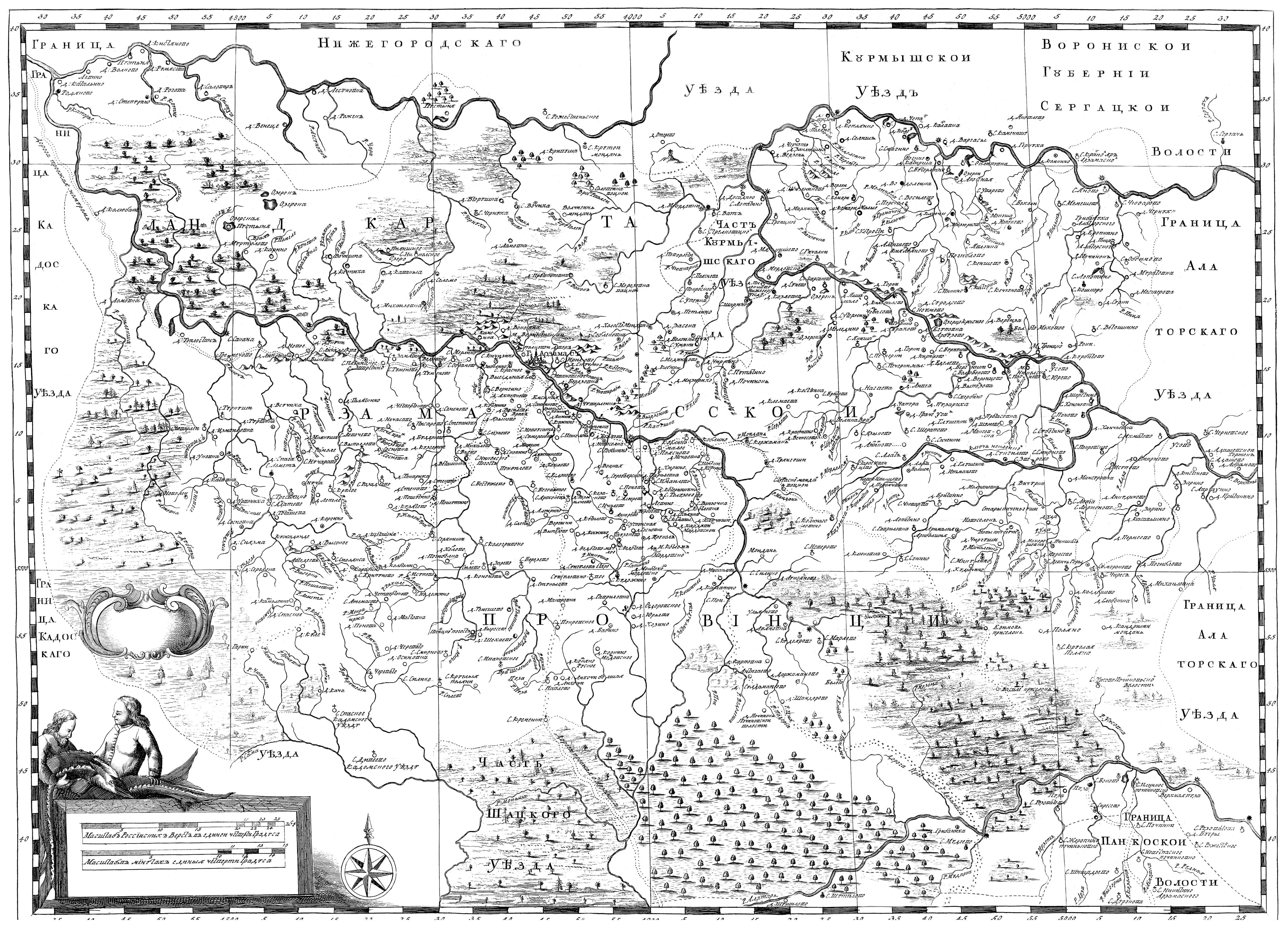
Арзамаська провінція. Атлас Всеросійської імперії І. К. Кирилова 1722-1737 років

Арзамаська провінція - одна з провінцій Московського царства й з 1721 року Російської імперії. Центр - місто Арзамас. 
Арзамаська провінція була утворена в складі Нижньогородської губернії за указом Петра I «Про устрій губерній і про визначення в них правителів» в 1719 році. До складу провінції було віднесене місто Арзамас з прилеглою землею. По ревізії 1710 року в провінції налічувалося 13,9 тисяч селянських і 1,5 тисяч ясачних дворів. 
У листопаді 1775 року розподіл губерній на провінції було скасовано. 